# 홍길동 대 터미네이터
《홍길동 대 터미네이터》는 1993년에 대한민국에서 개봉된 영화이다. 홍길동의 직계후손인 소년길동이 칼쿠리 일당에게 도난당한 율도국 국서를 되찾으려는 노력을 하게 되는데 이 와중에 미래에서 파견된 기계인간이 길동의 여자친구인 소영을 암살하려 하자 이에 길동은 소영을 보호하기 위해 기계인간과 대결을 벌이게 된다. 

## 출연

### 주연
- 우승봉
- 이대준
- 홍보경

### 조연
- 이아름
- 김지예
- 현길수
- 차룡
- 유비
- 오동영

## 기타
- 프로듀서: 정병각
- 제작실장: 정홍순
- 제작진행: 천명관
- 기획진행: 김양래
- 기획진행: 홍광호
- 기획진행: 김양래
- 촬영부: 김재호
- 촬영부: 주재권
- 조명: 박현원
- 조명부: 황광석
- 조명부: 정용일
- 조명부: 송재석
- 스크립터: 김옥선
- 조감독: 조명환
- 조감독: 정덕진
- 녹음: S_and_C 녹음실
- 녹음: 표신수
- 주제가: 오현란
- 특수효과: 백진
- 분장: 손진숙
- 분장: 오누리
- 의상: 김수진
- 현상부문: A & D
- 무술감독: 김춘식
- 스턴트: 김경민
- 스턴트: 박진
- 스턴트: 김봉호

## 같이 보기
- 홍길동

- 터미네이터